# Ragazzo seduto con cappello
Ragazzo seduto con cappello è un dipinto a olio su tela (100 x65 cm) realizzato nel 1918 dal pittore italiano Amedeo Modigliani.
Fa parte di una collezione privata parigina.